# Campionati europei di ciclismo su pista 2024 - Scratch femminile
Lo scratch femminile ai Campionati europei di ciclismo su pista 2023 si svolse l'11 gennaio 2024 presso l'Omnisport Apeldoorn di Apeldoorn, nei Paesi Bassi.

## Risultati
La gara si disputò sulla distanza di 40 giri (10 km).
| Pos. | Atleta             | Nazione       | Distacco |
| ---- | ------------------ | ------------- | -------- |
| 1    | Clara Copponi      | Francia       |          |
| 2    | Lani Wittevrongel  | Belgio        |          |
| 3    | Martina Fidanza    | Italia        |          |
| 4    | Daria Pikulik      | Polonia       |          |
| 5    | Maria Martins      | Portogallo    |          |
| 6    | Olivija Baleišytė  | Lituania      |          |
| 7    | Lea Lin Teutenberg | Germania      |          |
| 8    | Anita Stenberg     | Norvegia      |          |
| 9    | Petra Ševčíková    | Rep. Ceca     |          |
| 10   | Mia Griffin        | Irlanda       |          |
| 11   | Laura Rodríguez    | Spagna        |          |
| 12   | Lisa van Belle     | Paesi Bassi   |          |
| 13   | Sophie Lewis       | Gran Bretagna |          |
| 14   | Ellen Klinge       | Danimarca     |          |
| 15   | Cybèle Schneider   | Svizzera      |          |
| 16   | Alžbeta Bačíková   | Slovacchia    |          |
| 17   | Argyro Milaki      | Grecia        |          |
| 18   | Leila Gschwentner  | Austria       |          |
| 19   | Tetyana Klimchenko | Ucraina       |          |